# Bošnjak
Bošnjak es un pueblo ubicado en la municipalidad de Petrovac, en el distrito de Braničevo, Serbia.

## Superficie
Posee una superficie de 8,621 kilómetros cuadrados.

## Demografía
Hasta 2011 la población era de 341 habitantes, con una densidad de población de 39,55 habitantes por kilómetro cuadrado.